# Polcovnic
Polcovnic (literalmente „regimentar”) este un grad militar în majoritatea țărilor slave care corespunde gradului de colonel din țările anglofone și francofone și gradului oberst în mai multe țări germanice și scandinave. Termenul provine de la polc, un vechi cuvânt slav ce desemna un grup de soldați. Cu toate acestea, în Hetmanatul Căzăcesc (Hetmanșcina) și Slobojanșcina, polkovnyk era un rang administrativ similar cu cel de guvernator. De obicei, acest cuvânt este tradus colonel, dar cu toate acestea este deseori transliterat din dorința de a păstra contextul social-istoric. Polkovnikul conducea la început un grup distinct de trupe (polk), pregătite pentru luptă. Gradul de polcovnic apare în Principatele după Regulamentul Organic, 1831, cînd apare embrionar și armata română ca ”gardă națională” (Imperiul Otoman s-ar fi opus înființării unei armate). E și cel mai înalt grad militar al acestei gărzi. 
Denumirea exactă a acestui grad este ortografiat diferit potrivit normelor ortografice ale limbii, dar toate denumirile descind din cuvântul vechi slavon polk (literal: unitate militară de mărimea regimentului) și sunt ortografiate după cum urmează, în ordinea alfabetică a țărilor:
1. Belarus — палкоўнік
2. Bosnia și Herțegovina, Croația, Muntenegru și Serbia — pukovnik
3. Bulgaria, Macedonia, Rusia și Ucraina — полковник (pronunție în rusă [pɐlˈkovnʲɪk], ucraineană: [polˈkɔvnɪk])
4. Republica Cehă și Slovacia — plukovník
5. Georgia — პოლკოვნიკი (pronunțat [pʼɔlkʼɔvnikʼi])
6. Letonia — pulkvedis
7. Lituania — pulkininkas
8. Polonia — pułkownik
9. Slovenia — polkovnik

Deși Letonia și Lituania nu sunt țările slave din punct de vedere lingvistic, ele au fost influențate de terminologia poloneză și rusă din cauza faptului că au făcut parte din Uniunea statală polono-lituaniană și din Imperiul Rus în diferite momente ale istoriei lor, în timp ce Georgia - o altă țară de pe listă care nu este slavă - a fost puternic influențată de către Rusia. Gradul de polcovnic a fost, de asemenea, utilizate în Armata Estoniei până în anul 1924.

## Țări

### Rusia
În secolul al XVII-lea, polcovnicul era comandantul unui regiment comandantul strelți; această poziție a existat în noile regimente de strelți și mai târziu în noua armată a lui Petru cel Mare. Rangul a fost legalizat prin Tabelul rangurilor, fiind plasat în gradul al VI-lea ca ofițer II de teren, chiar sub general de brigadă. O promovare la gradul de polcovnic conferea un privilegiu nobiliar ereditar.
Armata Roșie a reintrodus gradul de polcovnic în 1935, împreună cu alte foste grade rusești, iar acest grad a fost folosit în multe țări foste-sovietice, inclusiv Rusia.
|  |  |

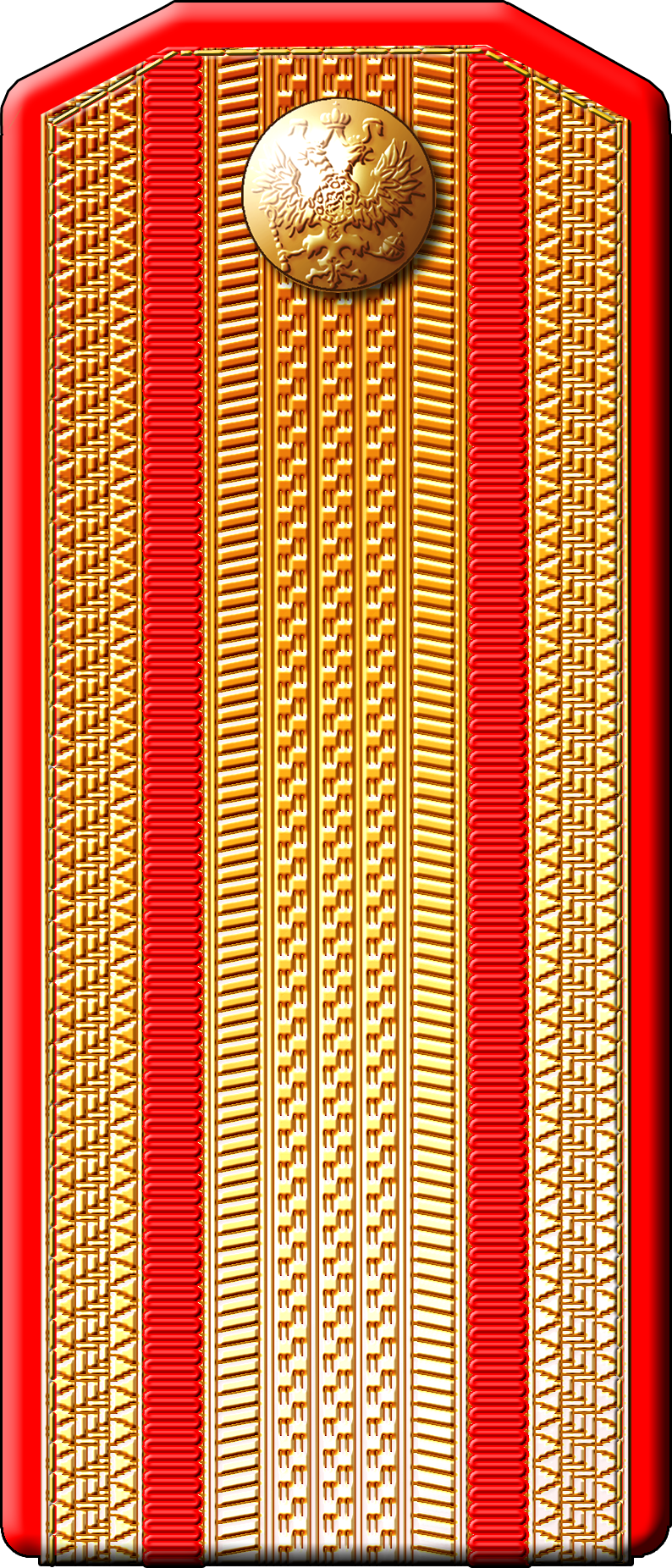
Epolet de polcovnic al Armatei Imperiale Ruse până în 1917
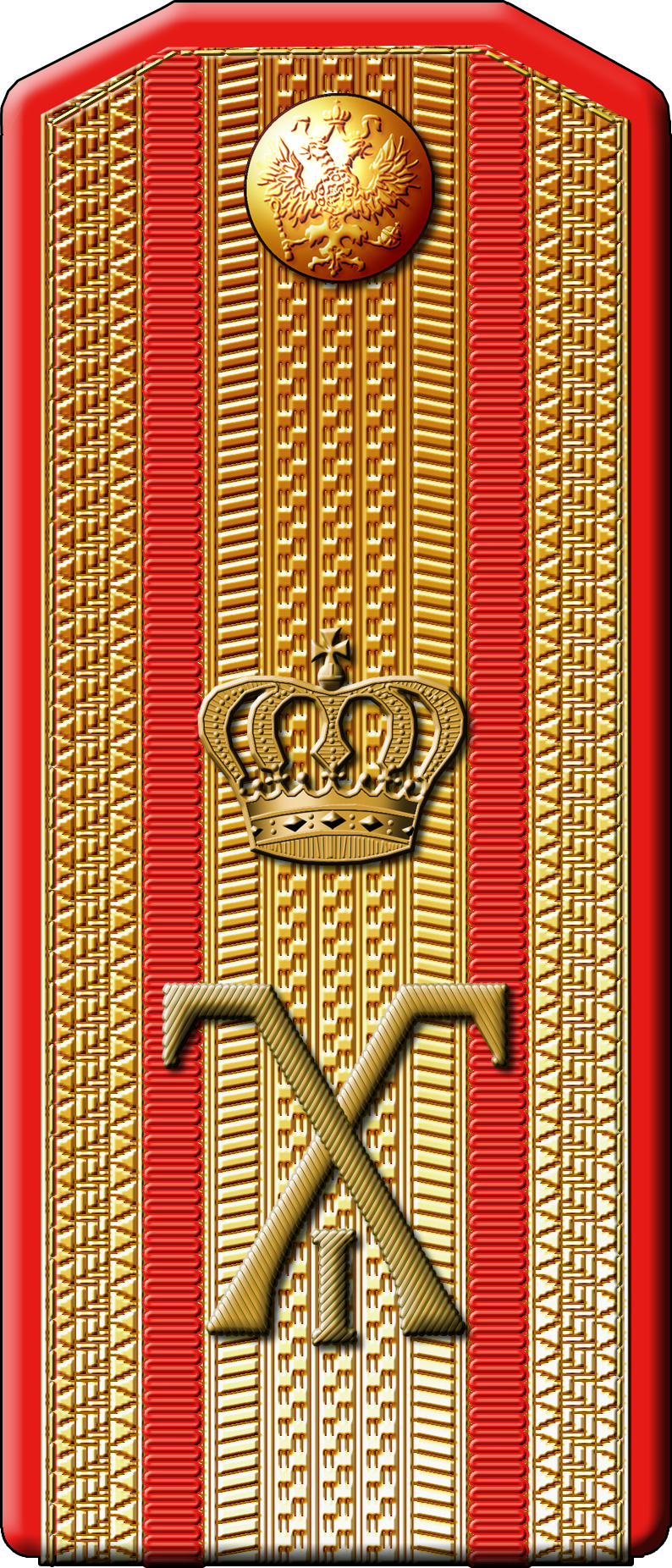
Regimentul 1 Infanterie Nevsky
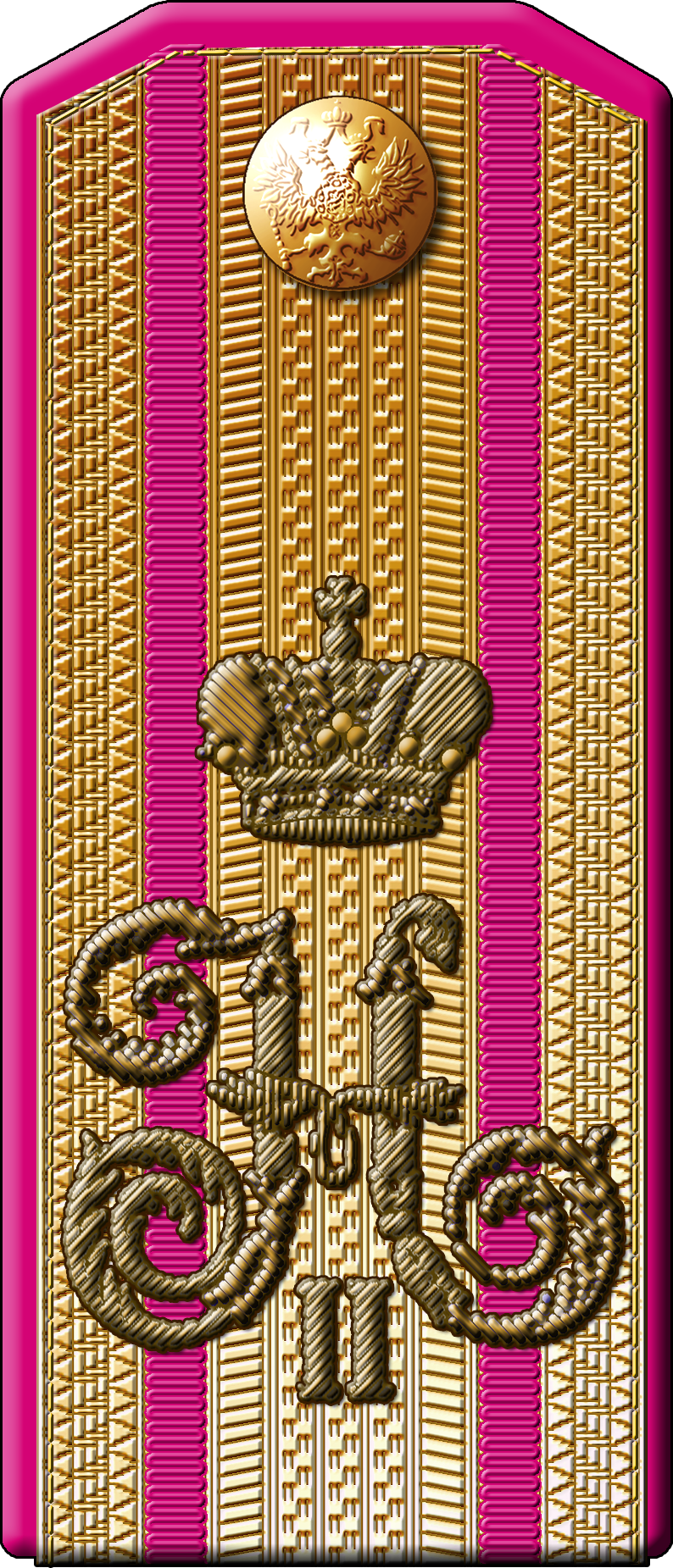
Regimentul 1 Infanterie Siberian
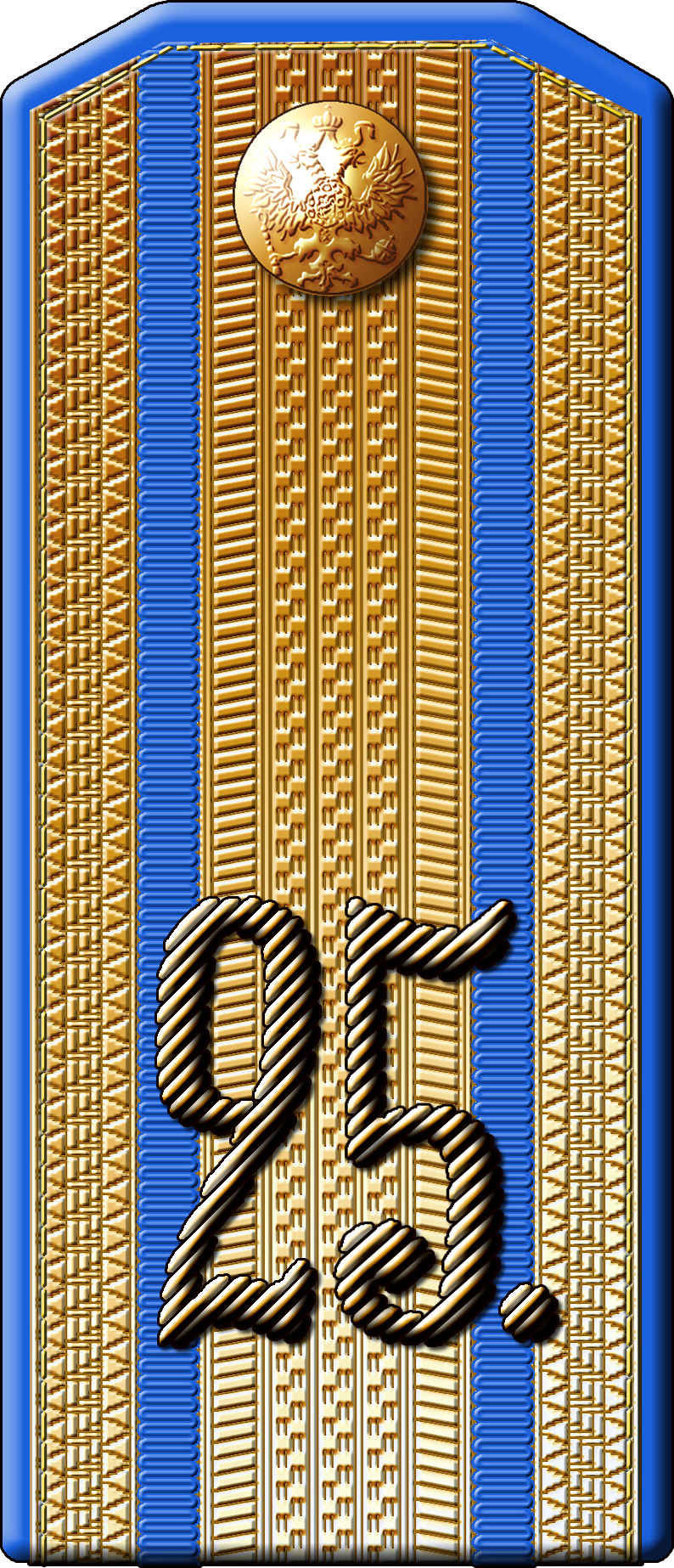
Divizia 25 Infanterie
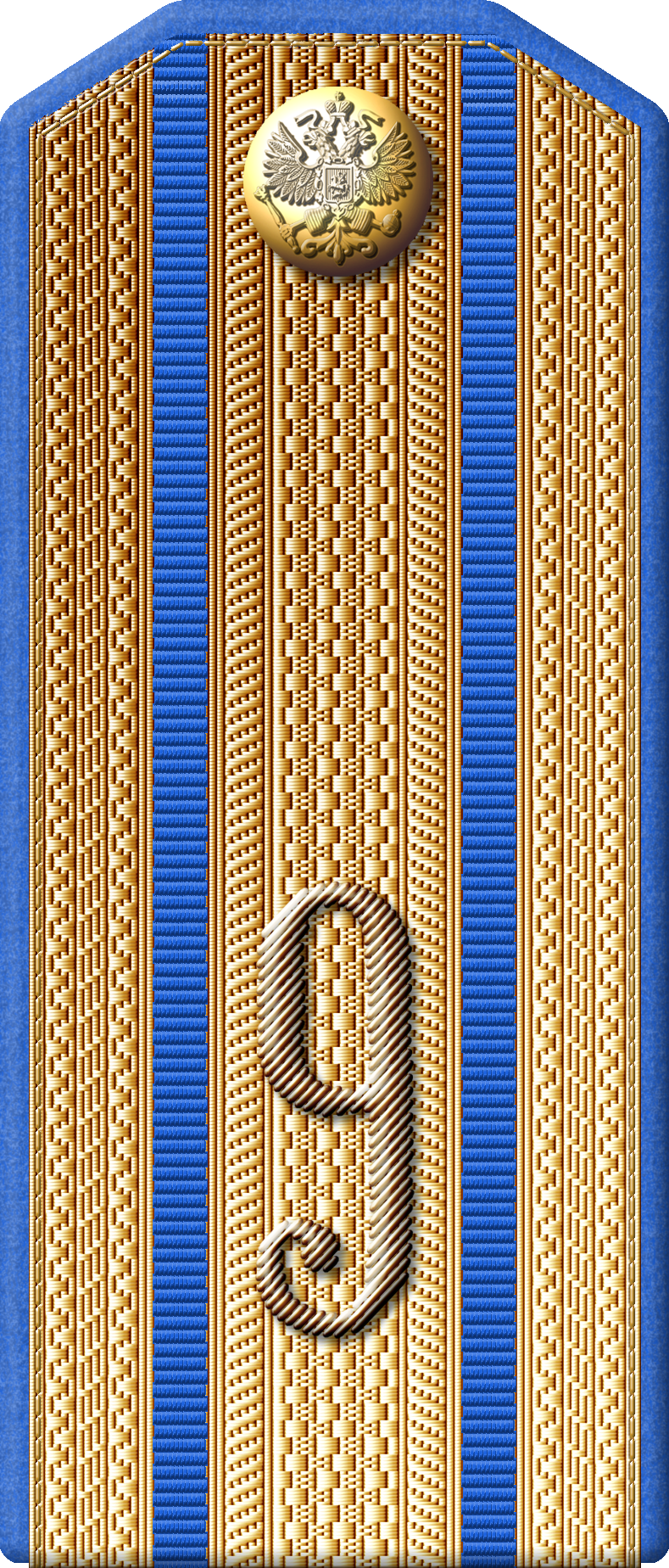
Regimentul 99 Infanterie Ivanogorodsky
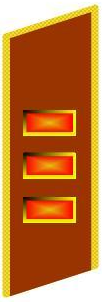
Însemn cusut pe guler, Forțele Terestre (1935-1940)
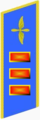
... Forțele Aeriene (1935-1940)
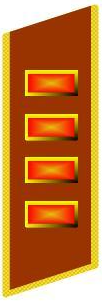
Forțele Terestre (1940-1943)
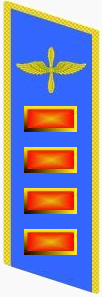
Forțele Aeriene (1940-1943)
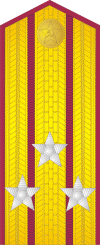
Infanterie/ infanterie motorizată (1943-1946)/ CA (1946-1955)
Uniformă de paradă, Forțele Terestre (1955-1994, 2010-)
... ABF, AF, Aviație (1955-1994, 2010-)
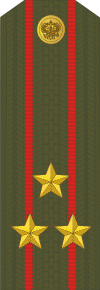
Uniformă de birou, Forțele Terestre până în 2010
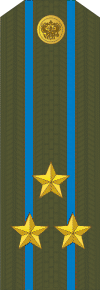
..., ABF până în 2010
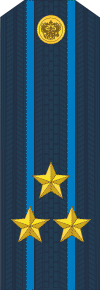
..., AF până în 2010
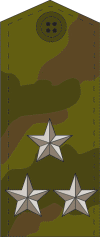
Uniformă de teren până în 2010
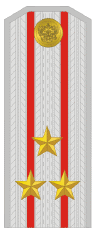
Cămașă de paradă, Ground forces până în 2010
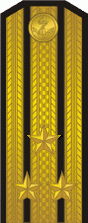
Uniformă de birou a Forțelor Navale până în 2010
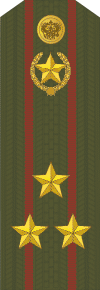
Uniformă de birou a Trupelor Interne
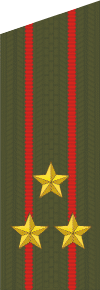
Uniformă de birou, Forțele Terestre din 2010
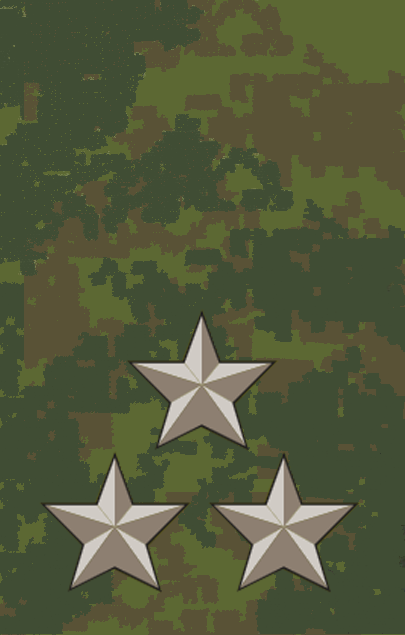
Uniformă de teren din 2010
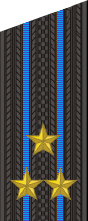
Uniformă de birou (Aviație Navală) din 2010
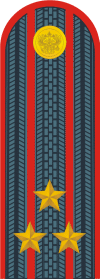
Polkovnik al Poliției (până în 2011 — Miliția)

### Polonia
Gradul a fost introdus pentru prima dată în Armata Poloneză în secolul al XVII-lea pentru a desemna un căpitan (rotmistrz) al unității de cavalerie chorągiew din cadrul unui regiment. Pe la sfârșitul secolului al XVII-lea, titlul  a devenit de facto un grad militar și a început să desemneze un comandant de regiment. În trupele de mercenari ce luptau în rândurile armatei polono-lituaniene, echivalentul gradului de pułkownik era oberszter, dar în secolul al XVIII-lea acest grad a fost desființat și redenumit pułkownik.
În perioada cuprinsă între Primul Război Mondial și al Doilea Război Mondial, un număr mare de ofițeri au fost promovați în acest grad, de multe ori din motive politice (statul polonez era poreclit din această cauză guvernarea coloneilor). În timpul invadării Poloniei în 1939, diviziile poloneze erau comandate de ofițeri de grade diferite, de la colonei la generali cu trei stele. De fapt 22 de divizii din 42 erau comandate de colonei în 1939. Pułkownicy (pluralul de pułkownik) comandau unități de toate mărimile, de la divizii până la batalioane. 

### Ucraina

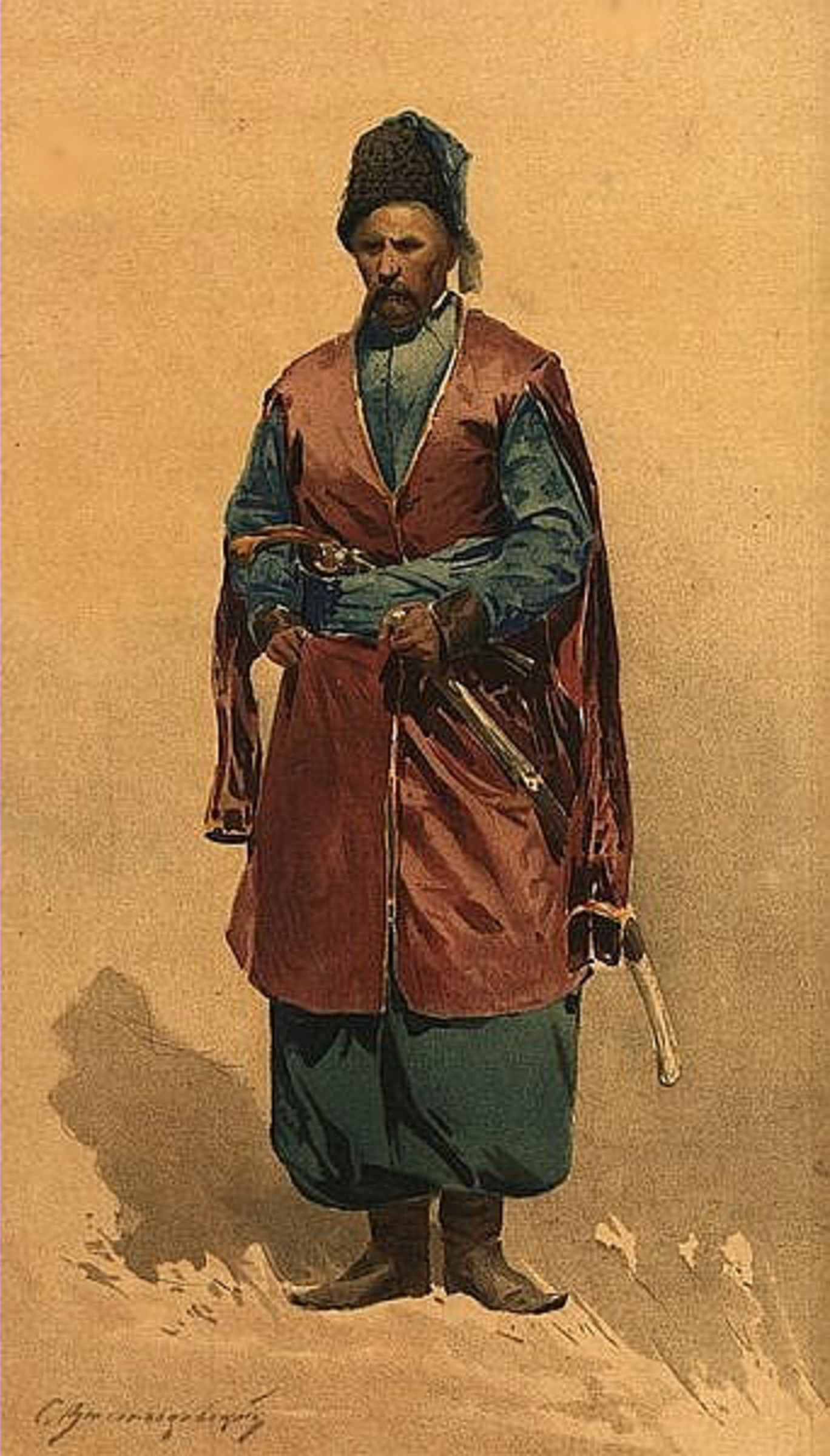
Polcovnic cazac al unui regiment al Ucrainei de pe malul stâng

Titlul polkovnyk indica un grad militar înalt în cadrul unităților de cazaci zaporojeni; un polkovnyk comanda una sau mai multe detașamente militare în timpul acțiunilor militare terestre și navale între secolele XVI-XVIII. În secolul al XVIII-lea, un polkovnyk era conducătorul unei palanka, o unitate teritorială a cazacilor zaporojeni. Consiliul militar alegea un palanka polkovnyk pentru a servi pentru o perioadă de un an. El îl reprezenta pe ataman în palanka și avea puteri importante, inclusiv dreptul de a condamna cazaci la pedeapsa cu moartea. La momentul desființării unităților de cazaci de către guvernul rus în 1775, erau opt palanka polkovnyks. Un polkovnyk purta un pernaci (un buzdugan cu un cap hexagonal; vezi și bulawa) la centura lui, acesta reprezentând semnul puterii sale.
În Armata căzăcească înregistrată a Uniunii statale polono-lituaniene din secolele al XVI-lea și al XVII-lea, un polkovnyk comanda un regiment (полк. polk) de cazaci. După reformarea armatei căzăcești de către hatmanul Mihailo Doroșenko din anii 1620 existau șase regimente de cazaci, care cuprindeau fiecare o mie de cazaci. Polcovnicii erau aleși de Consiliul Cazacilor (рада, rada), fiind supuși aprobării de către guvernul polonez. Un polkovnyk obținea o soldă pentru serviciul său și se bucura de privilegii considerabile. După ce Seimul Uniunii polono-lituaniene a adoptat Regulamentul Militar din 1638, numai nobililor (cei care făceau parte din șleahtă) li s-a permis să devină polcovnici.
În timpul Răscoalei lui Hmelnițki (1648-1657) și în Hetmanatul Căzăcesc (1649-1764; de asemenea, în Slobidska Ukraina în 1652-1765), un polkovnyk conducea o unitate administrativ-teritorială, regimentul (полк).
În Ucraina modernă, gradul militar de polkovnyk seamănă cu gradul similar din fosta Armată Sovietică.

Epoleți de polcovnic (colonel OF-6)
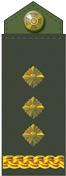
Polkovnyk în Forțele Terestre Ucrainene
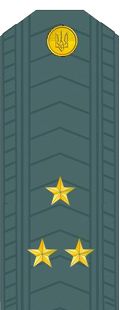
Polkovnyk în Forțele Aeriene Ucrainene
Pułkownik polonez
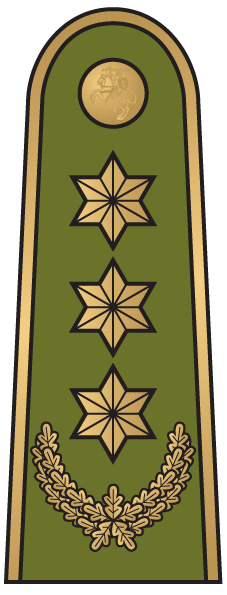
Pulkininkas lituanian
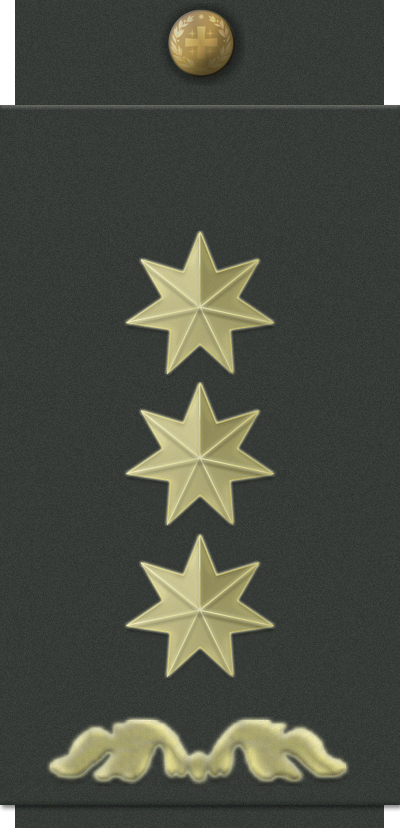
Polkovniki georgian

## Legături externe
- uc  Довідник з історії України.За ред. І.Підкови та Р.Шуста.- К.: Генеза, 1993 Arhivat în 10 aprilie 2009, la Wayback Machine..
- uc  ЗАКОН УКРАЇНИ Про військовий обов'язок și військову службу
- uc  Про положення про проходження військової служби відповідними категоріями військовослужбовців
- ru  История Советского флота Arhivat în 5 decembrie 2012, la Archive.is
- ru  Воинские звания военнослужащих России и СССР
- ru  Воинские звания
- ru  Звания воинские
- en  The International Encyclopedia of Uniforma și Însemnele de Grad jurul Lumii Arhivat în 26 februarie 2007, la Wayback Machine.